# Lophalia auricomis
Lophalia auricomis är en skalbaggsart som beskrevs av Chemsak och Linsley 1979. Lophalia auricomis ingår i släktet Lophalia och familjen långhorningar.
Artens utbredningsområde är Honduras. Inga underarter finns listade i Catalogue of Life.